# Violette (Alagnon)
Pour les articles homonymes, voir Violette (homonymie).
Le ruisseau de la Violette ou ruisseau de Combeneyre est un ruisseau français, qui coule principalement dans le département de la Haute-Loire, en région Auvergne-Rhône-Alpes. C'est un affluent en rive droite de l’Alagnon, donc un sous-affluent de la Loire par l'Allier.

## Géographie
Le ruisseau de Combeneyre naît à 980 mètres d'altitude au village du Mirial. Le lieu se situe à proximité du Mont Chapelas (1 038 mètres), au nord du massif de la Margeride.
Dès sa naissance, il se dirige vers le nord puis s’enfonce rapidement dans des gorges au niveau des bois de Costarmand. À la hauteur du village de Saint-Beauzire il s’oriente ouest et prend le nom de Violette. Il se jette dans l’Alagnon en rive droite peu après avoir traversé le village de Grenier. Sa longueur totale est de 15,4 km,

## Communes traversées
D'amont en aval, la Violette traverse ou longe les cinq communes suivantes :
- La Chapelle-Laurent (source), Lubilhac, Saint-Beauzire, Grenier-Montgon, Blesle

## Affluents
La Violette a quatre affluents :
- Le ruisseau de Bouchaud, 3 km sur les deux communes de Saint-Beauzire et Lubilhac.
- Le ruisseau de Brugilles, 1,4 km sur les trois communes de Saint-Beauzire, Grenier-Montgon et Espalem.
- Le ruisseau de Daü, 9 km sur les quatre communes de Lubilhac, La Chapelle-Laurent, Massiac, Grenier-Montgon avec quatre affluents :
  - (Sans nom), 0,9 km sur la seule commune de Lubilhac.
  - Le ruisseau de la Fontaine Salée ou ruisseau de Prugnes, 5 km sur les deux communes de Massiac et Lubilhac.
  - (Sans nom), 0,9 km sur les deux communes de Lubilhac et Massiac.
  - (Sans nom), 0,9 km sur la seule commune de Lubilhac.
- Le ruisseau du chemin d'Espalem, 2,3 km sur les deux communes de Grenier-Montgon et Espalem.

## Hydrologie
La Violette traverse une seule zone hydrographique ayant 664 km2 de superficie. Pour le SANDRE, sa référence est : K255 - L'Alagnon de l'Alagnonette (NC) à la Sianne (NC). Ce bassin versant est constitué à 52,71 % de territoires agricoles, à 45,64 % de forêts et milieux semi-naturels, à 1,24 % de territoires agricoles, à 0,33 % de zones humides, à 52,71 % de surfaces en eau.